# Торонто мејпл лифси
Торонто мејпл лифси (енгл. Toronto Maple Leafs) су канадски хокејашки клуб из Торонта. Клуб утакмице као домаћин игра у Скошабенк арени капацитета 18.819 места. Такмиче се у Националној хокејашкој лиги (НХЛ).
Клуб се такмичи у Атлантик дивизији Источне конференције. Боја клуба је плава и бела.

## Историја
Основани су 1917. године и први назив клуба је био Торонто блушртси (Toronto Blueshirts). Годину дана касније мењају име у Торонто аренаси (Toronto Arenas). Од 1919. године носе назив Торонто сент патрикси (Toronto St. Patricks). Данашњи назив добијају 1927. године.
Торонто мејпл лифси су освојили 13 Стенли купа, и после Монтреал канадијанса су најуспешнији тим у (НХЛ)-у. Међутим последњи Стенли куп су освојили давне 1967. године.
Први трофеј је освојен већ у првој сезони Националне хокејашке лиге 1918., а затим поново 1922. и 1932.
Они су имали јак тим 1940-их. Освојили су Стенли куп 1942. против Детроит ред вингса, укупним резултатом 4:3 и ако су губили 3:0. Ово је било освојено прво првенство од шест колико су Мејпл лифси освојили за десет година. Они су такође победили и 1945, 1947, 1948. и 1949, и поново 1951. године.
Торонто је освојио четири Стенли купа 1960-их. Шампиони су били 1962, 1963, 1964 и 1967. године.
Мејпл лифси су 1990-их и 2000-их имали добар тим, међутим нису имали значајнијих успеха.

## Трофеји
| Стенли куп           | Првак | 13 | 1917/18, 1921/22, 1931/32, 1941/42, 1944/45, 1946/47, 1947/48, 1948/49, 1950/51, 1961/62, 1962/63, 1963/64, 1966/67. |
| Источна конференција | Првак | 0  | / |
| Председнички трофеј  | Првак | 0  | / |
| Дивизија             | Првак | 6  | 1932/33, 1933/34, 1934/35, 1937/38, 1999/00, 2020/21                                                                 |